# Anissäure
Anissäure ist eine methoxylierte Benzoesäure, also eine Methoxybenzoesäure und somit sowohl eine Carbonsäure als auch ein Ether. 
In der deutschsprachigen Literatur wird der Trivialname Anissäure hauptsächlich für die 4-Methoxybenzoesäure verwendet, während in der englischsprachigen Literatur der Begriff Anissäure (anisic acid) für alle drei Isomere der Methoxybenzoesäuren verwendet wird. Man unterscheidet dort zwischen o-anisic acid (2-Methoxybenzoesäure), m-anisic acid (3-Methoxybenzoesäure) und p-anisic acid (4-Methoxybenzoesäure). 

## Vorkommen
Anissäure kommt in geringen Mengen im Öl von Anis und anderen Pflanzen (z. B. Vanille) vor.

## Gewinnung und Darstellung
Anissäure ist sehr einfach zugänglich durch Grignard-Reaktion von p-Bromanisol mit Kohlendioxid.
Anissäure kann auch durch Oxidation von 4-Methoxyacetophenon mit Hypobromit gewonnen werden (Einhorn-Reaktion).
Eine weitere sehr einfache Synthese von Anissäure ist die Oxidation von Anisaldehyd mit einem Oxidationsmittel wie Kaliumpermanganat.

## Verwendung
Anissäure wird zur Herstellung von Anissäure-Derivaten wie z. B. Dronedaron verwendet. Sie wirkt bakteriostatisch und wurde früher als Antiseptikum, Antirheumatikum und Konservierungsmittel verwendet.

## Sicherheitshinweise
Die Dämpfe von Anissäure können mit Luft erst bei sehr hohen Temperaturen ein explosionsfähiges Gemisch bilden. Der Flammpunkt liegt bei 185 °C, die Zündtemperatur bei 185 °C und die Zersetzungstemperatur bei >400 °C.